# Rezerwat przyrody Uroczysko Obiszów
Rezerwat przyrody Uroczysko Obiszów – rezerwat przyrody w południowo-zachodniej Polsce, na Wzgórzach Dalkowskich, na terenie leśnictwa Obiszów (województwo dolnośląskie, powiat polkowicki, gmina Grębocice).
Rezerwat położony jest w północno-wschodniej części Wzgórz Dalkowskich, około 1,8 km na zachód od miejscowości Obiszów.
Rezerwat został utworzony Zarządzeniem 72 Ministra Leśnictwa i Przemysłu Drzewnego z dnia 23 czerwca 1972 roku. Jest to rezerwat leśny o powierzchni 6,28 ha, utworzony w celu zachowania dla celów naukowych, dydaktycznych i krajobrazowych fragmentu lasu mieszanego o cechach zespołu naturalnego na siedlisku lasu świeżego. Ochronie podlegają również ukształtowane formy geomorfolgiczne terenu.

## Opis rezerwatu
Rezerwat obejmuje zalesioną partię północnego zbocza w głównym Grzbiecie Wzgórz Dalkowskich. Znajduje się na terenie pagórkowatym żłobionym siecią wąwozów. W części środkowej występują źródliska. Na stosunkowo małej powierzchni rezerwatu różnica wysokości wynosi 30 m pomiędzy bezwzględnymi wysokościami 140–170 m. W rezerwacie na niewielkiej powierzchni występują zbiorowiska roślinne mające charakter roślinności potencjalnej charakterystycznej dla tego fragmentu Wzgórz Dalkowskich. Występuje na nim fragment lasu grądowego Galio sylvatici – Carpinetum o bogatej i naturalnej florze rodzimej. W drzewostanie występują okazałe dęby szypułkowe i graby zwyczajne w wieku ponad 150 lat. Rosną również olsze czarne, świerki pospolite jawory, pojedyncze sosny zwyczajne oraz młode lipy drobnolistne. Na terenie rezerwatu występuje około 220 gatunków roślin naczyniowych w tym rzadki: kruszczyk połabski, bluszczyk kurdybanek, fiołek leśny, bodziszek leśny i inne.

## Inne
- Na obszarze rezerwatu występują źródliska, wykorzystywane jako ujęcia wody pitnej[2].
- Lasy rezerwatu do 1945 roku stanowiły własność państwa. Odnośnie do przeszłej niemieckiej gospodarki leśnej brak danych źródłowych. W okresie powojennym z chwilą powstania pierwszych projektów utworzenia rezerwatu zaniechano całkowicie pobierania użytków. Prowadzono jedynie cięcia sanitarne[2].
- Teren, na którym położony jest rezerwat, kształtował lodowiec. Podłoże rezerwatu stanowią naniesione osady polodowcowe w postaci piasków gliniastych z domieszką żwiru i kamieni na glinie[2].
- Wzdłuż południowej granicy rezerwatu przebiega ścieżka przyrodnicza „Uroczysko Obiszów”[3].